# Carlo Porro (generale)
Carlo Porro, conte di Santa Maria della Bicocca (Milano, 3 ottobre 1854 – Roma, 19 aprile 1939), è stato un nobile, generale e politico italiano, senatore del Regno d'Italia nonché esperto di geografia militare.

## Biografia
Figlio del senatore Alessandro Porro e di sua moglie Angela Piola Daverio (sorella del senatore Giuseppe Piola Daverio), era fratello di Luigia e Luigi Porro.
Nel 1905, quando era ancora colonnello, fu nominato sottosegretario al Ministero della Guerra, e nel 1911 fu promosso generale. Carlo Porro fu professore di geografia alla Scuola superiore di guerra del Regio Esercito; poi, dal 1906 al 1911, fu il comandante della stessa scuola.
Nel 1915 Porro divenne vicepresidente della Società Geografica Italiana (e rimase tale fino al 1918), lo stesso anno in cui l'Italia entrò nella prima guerra mondiale, il 24 maggio, cosa che lo fece avanzare alla carica di sottocapo di Stato Maggiore. Il 15 maggio 1916 arrivò la nomina a senatore del Regno d'Italia, anche se il giuramento fu fatto solo il 12 luglio 1917, poco prima di partecipare alla conferenza di Rapallo, in qualità di sostituto di Luigi Cadorna, indetta dopo l'infausta battaglia di Caporetto.
Quando Cadorna venne licenziato dal ruolo di comandante supremo del Regio Esercito l'8 novembre 1917, Porro subì la stessa sorte.
Nel dopoguerra egli rivestì il grado di generale di corpo d'armata, ricevuto nel 1932, e Mussolini gli assegnò il titolo di Ministro di Stato.
Nel 1925 compilò il primo elenco dei ghiacciai italiani e nel 1927 insieme a Pietro Labus il primo atlante dei ghiacciai italiani. Con questo lavoro furono sistematicamente censiti tutti i ghiacciai d'Italia ed è uno più vecchi catasti glaciologici esistenti.
Fu Commissario per il Comitato talassografico italiano (12 dicembre 1927-21 gennaio 1929) e membro della Commissione per il giudizio dell'Alta Corte di giustizia (27 dicembre 1929-19 gennaio 1934)
Morì a Roma il 19 aprile 1939.

## Pubblicazioni
- Terminologia geografica (1902)
- Guida allo studio della geografia militare (1903)
- Elenco dei ghiacciai italiani (1925)
- Atlante dei ghiacciai italiani (1927) insieme con Pietro Labus

## Monumenti
La ventunesima galleria della strada delle 52 gallerie del Monte Pasubio, scavate in occasione dei combattimenti della prima guerra mondiale, porta il suo nome.